# Marcin Smreczak
Marcin Smreczak – polski lekarz weterynarii, doktor habilitowany nauk weterynaryjnych.

## Kariera naukowa
W 1991 roku uzyskał tytuł lekarza weterynarii, który nadany został przez Uniwersytet Przyrodniczy w Lublinie. W 2000 roku na Państwowym Instytucie Weterynaryjnym – Państwowym Instytucie Badawczym uzyskał stopień doktora nauk weterynaryjnych na podstawie rozprawy pt. Wścieklizna: występowanie, zwalczanie, analiza porównawcza szczepów izolowanych w Polsce, której promotorem był Jan Żmudziński.
W 2014 roku uzyskał stopień doktora habilitowanego nauk weterynaryjnych w dyscyplinie weterynarii na Państwowym Instytucie Weterynaryjnym – Państwowym Instytucie Badawczym.
W 1991 roku został zatrudniony w Państwowym Instytucie Weterynaryjnym – Państwowym Instytucie Badawczym.